# Episcopomantis congica
Episcopomantis congica är en bönsyrseart som beskrevs av Roger Roy 1968. Episcopomantis congica ingår i släktet Episcopomantis och familjen Tarachodidae. Inga underarter finns listade i Catalogue of Life.